# Domein Ter Wallen
Het Domein Ter Wallen is een domein met kasteeltje in de West-Vlaamse plaats Izegem, gelegen aan Kortrijksestraat 55-59. Tegenwoordig is Ter Wallen een B&B waar gasten een overnachting kunnen krijgen in het kasteel.

## Geschiedenis
Vroeger lag hier de historische hoeve Roode Poort. In 1908 werd er echter een kasteeltje gebouwd in Vlaamse neorenaissancestijl naar ontwerp van Walter Vercoutere. Opdrachtgever was J. van Naemen.
Tijdens de Eerste Wereldoorlog werd het kasteeltje verpacht aan de uit Frankrijk (Blois) gevluchte zusters Ursulinen. Daarna werd het verkocht aan R. Wybo, die borstelfabrikant was.

## Gebouw
Aan de straatzijde ligt een conciërgewoning in historiserende stijl. Via een oprijlaan wordt het kasteeltje bereikt, wat in geelachtige bakstenen werd opgetrokken.